# Campeonato Mundial de Ciclismo em Estrada de 1970
Os Campeonatos do mundo de ciclismo em estrada de 1970 celebrou-se na cidade inglesa de Leicester de 13 a 16 de agosto de 1970.

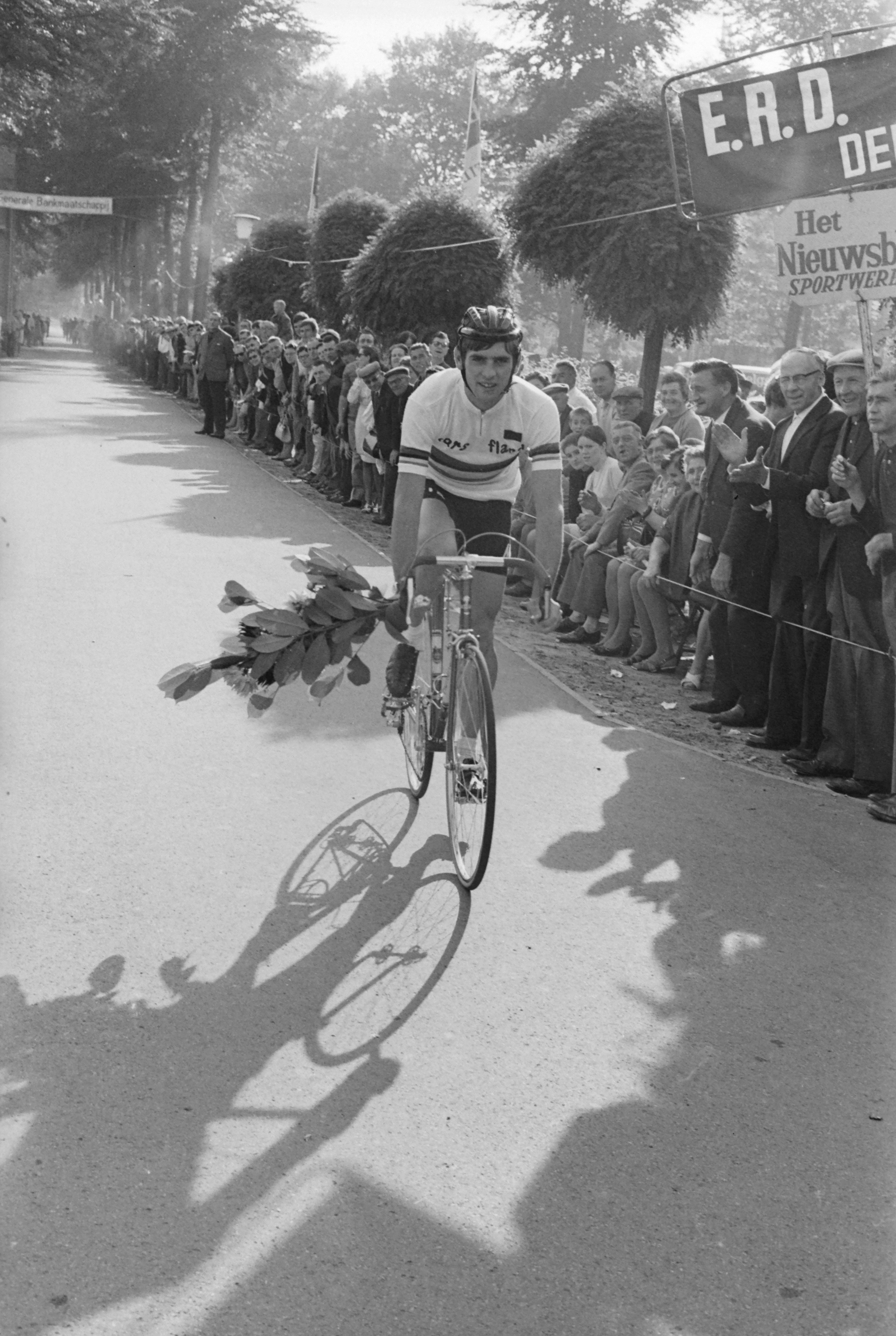

## Resultados
| Evento                      | Ouro                                                                               | Ouro           | Prata                                                                          | Prata | Bronze                                                                        | Bronze |
| --------------------------- | ---------------------------------------------------------------------------------- | -------------- | ------------------------------------------------------------------------------ | ----- | ----------------------------------------------------------------------------- | ------ |
| Provas masculinas           |                                                                                    |                |                                                                                |       |                                                                               |        |
| Homens - corrida em linha   | Jean-Pierre Monseré · Bélgica                                                      | 6 h 33 min 58s | Leif Mortensen · Dinamarca                                                     | + 2s  | Felice Gimondi · Itália                                                       | m.t.   |
| Contrarrelógio por equipas  | União Soviética · Valery Yardy · Viktor Sokolov · Boris Shoukov · Valeri Likatchev | 2h 12' 28"     | Tchecoslováquia · Jiri Mainus · Frantisek Rezac · Milan Puzrla · Petr Matousek | + 18" | Países Baixos · Fedor den Hertog · Popke Oosterhof · Tino Tabak · Adri Duyker | + 31"  |
| Amador - corrida em linha   | Jorgen Schmidt · Dinamarca                                                         | 4h 08' 12"     | Ludo Van der Linden · Bélgica                                                  | + 3"  | Tony Gakens · Bélgica                                                         | + 5"   |
| Provas femininas            |                                                                                    |                |                                                                                |       |                                                                               |        |
| Mulheres - corrida em linha | Anna Konkina · União Soviética                                                     | 1h 39' 54"     | Morena Tartagni · Itália                                                       | m.t.  | Raisa Obodovskaja · União Soviética                                           | m.t.   |